# Trachyboa
Trachyboa är ett släkte av ormar som ingår i familjen Tropidophiidae.
Arterna är med en längd upp till 30 cm små ormar. De förekommer i norra och centrala Sydamerika och vistas i tropiska skogar. Individerna jagar antagligen ödlor och mindre däggdjur. Honor föder levande ungar (vivipari). Trachyboa boulengeri har ögonlock som saknas av den andra arten. De är närmare släkt med arter av släktet Tropidophis än med boaormar. Exemplar som känner sig hotade blir orörliga.
Arter enligt Catalogue of Life och The Reptile Database:
- Trachyboa boulengeri
- Trachyboa gularis

IUCN listar Trachyboa gularis som akut hotad (CR) och Trachyboa boulengeri som livskraftig (LC).